# اوپانیشاد ماندوکیه

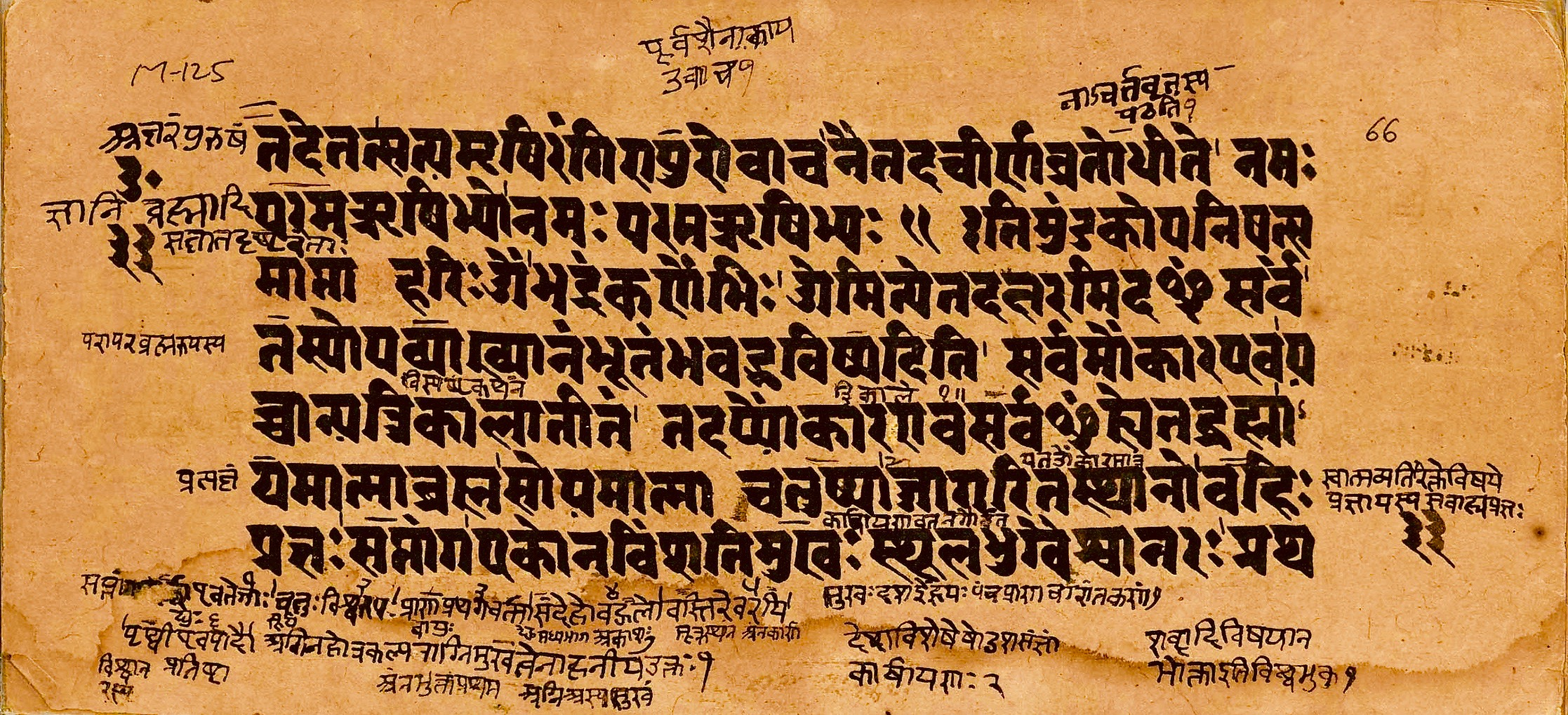
بندهای یک تا سه ماندوکیه

اوپانیشاد ماندوکیه (سانسکریت: माण्डूक्य उपनिषद्، آوانگاری: Māṇḍukya Upaniṣad) یکی از کوتاه‌ترین اوپانیشادها است و بخشی از آتارواودا محسوب می‌شود. این اوپانیشاد در فهرست ۱۰۸ اوپانیشاد موکتیکا در شماره ۶ آمده‌است.
این اوپانیشاد به نثر است و دوازده بند مختصر دارد. ماندوکیه را با مکتب ریگ‌ودا مرتبط می‌دانند. این اوپانیشاد درمورد آوای اوم، نظریهٔ چهار حالت آگاهی، و آرایی درباب وجود و طبیعت آتمن بحث می‌کند.